# Jasnorzewski Gardens
Koordinaten: 62° 10′ S, 58° 28′ W

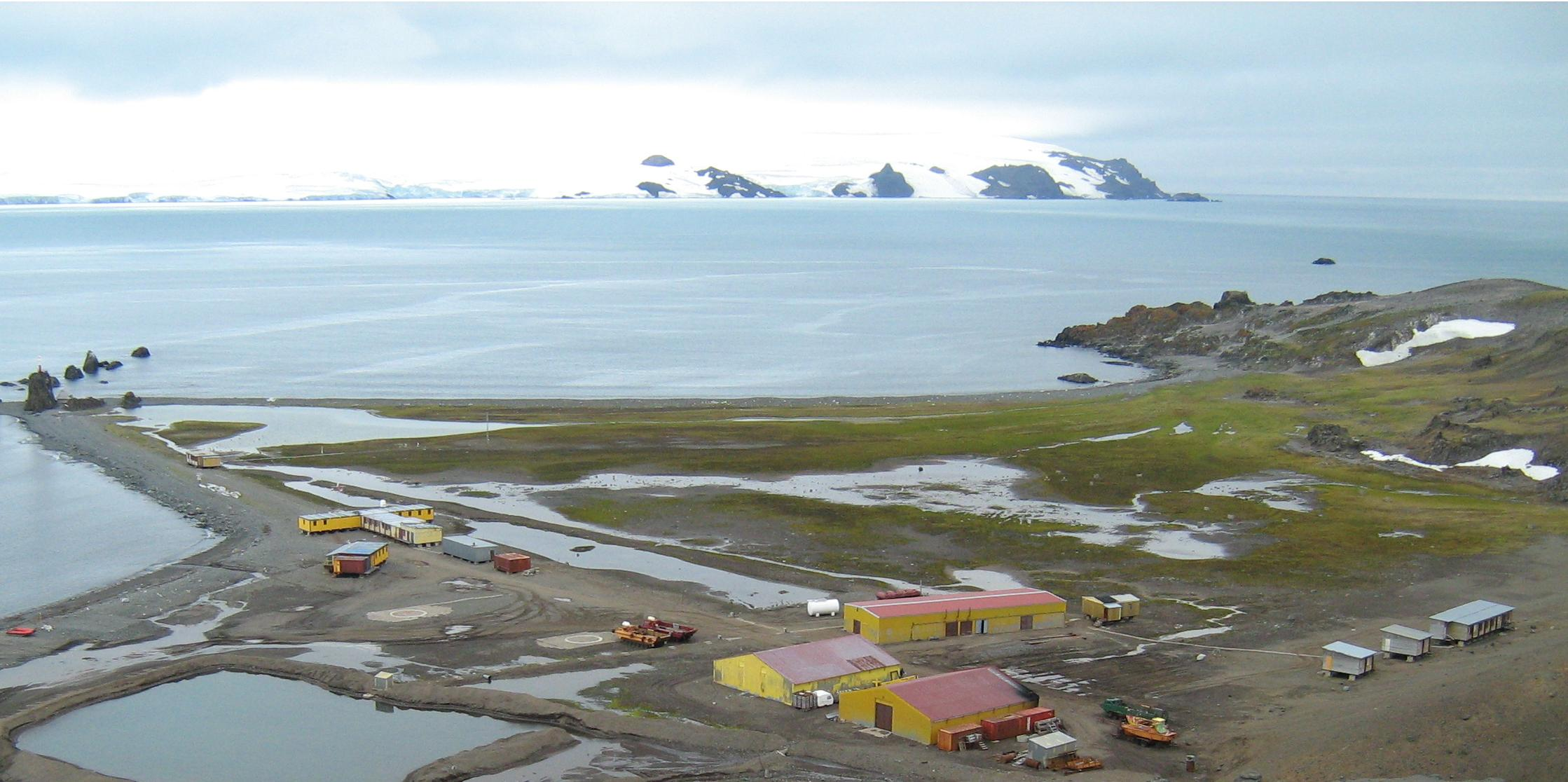
Die Arctowski-Station mit den Jasnorzewski Gardens an der Admiralty Bay von King George Island

Die Jasnorzewski Gardens (englisch; polnisch Ogrody Jasnorzewskiego) sind Wiesen auf King George Island im Archipel der Südlichen Shetlandinseln. Sie liegen südlich der Arctowski-Station an der Admiralty Bay.
Polnische Wissenschaftler benannten sie 1980 nach dem Geodäten und Astronomen Jerzy Lech Jasnorzewski (1906–1989), der von 1957 bis 1958 an einer Arktis- und von 1977 bis 1979 an einer Antarktisexpedition teilgenommen hatte.